# Tiffany Stansbury
Pour les articles homonymes, voir Stansbury.
Tiffany Stansbury (née le 16 janvier 1983 à Philadelphie, Pennsylvanie) est une joueuse américaine de basket-ball.

## Biographie
Fille de Terence, qui a passé trois saisons en NBA à Indiana et Seattle avant de jouer principalement en France, elle intègre le Wolfpack de North Carolina State pour deux saisons après deux années à Gulf Coast CC. Deux fois All-ACC Selection (en 2005 et 2006), ses moyennes sont de 11,5 points à 51,8 %, 6,8 rebonds et 1,68 contre. En seulement deux saisons, elle devient avec 99 contres la septième joeueuse du Wolfpack dans cet exercice. Elle est sélectionnée au 29e rang de la draft 2006 par les Comets de Houston.
Coupée le dernier jour de la pré-saison 2007 par les Sparks, avec lesquels elle inscrit 1,5 point et 1,8 rebond en quatre rencontres en 2006, elle est signée par le Lynx pour renforcer leur jeu intérieur.

### En Europe
Elle découvre l'Europe lors de la saison 2006-2007 en Turquie à Cankaya. Elle dispute trois saisons en France de 2007 à 2010 : à l'USVO, à Saint-Amand puis à Aix avant deux saisons en Italie à Umbertide. En 2012, elle retrouve la Turquie d'abord à Edremit en première division turque puis dans son ancien club de Cankaya en Ligue 2 turque
Après six rencontres en seconde division turque à Edirne (14,7 points à 60% et 9,8 rebonds), elle revient en France à Tarbes. En décembre 2014, elle signe en République tchèque au Slavia Prague.

## Distinctions personnelles
- All-ACC Selection (2005, 2006)[8]